# Элисондо, Сальвадор
Сальвадо́р Элисо́ндо (исп. Salvador Elizondo, 19 декабря 1932, Мехико — 29 марта 2006, там же) — мексиканский писатель.

## Биография
Сын дипломата и кинопродюсера, с юных лет увлекся кино. Учился в университетах Канады, США, Великобритании, Франции, Италии, Мексики, изучал искусство и литературу. В течение 25 лет был профессором Национального университета в Мехико (UNAM). Преподавал китайский язык.
Умер от рака. Прощание с писателем прошло в Паласио-де-Бельяс-Артес (palacio de Bellas Artes).

## Произведения
Дебютировал как поэт (1960). Автор близкого к традициям Ж. Батая экспериментального романа «Фарабёф, или Хроника одного мгновения» (1965). Роман «Тайны склепа» (1968), сборники новелл «Портрет Зои» (1965), «Письмописец» (1972), книги эссе о природе условной («фиктивной») литературной реальности («Теория ада», 1992, и др.), статьи о кино, переводы Эзры Паунда и др.
Снял кинофильм Апокалипсис 1900 (1965).

## Поэтика и признание
Стиль Элисондо считают инновационным, а технику — противоположной магическому реализму. Его произведения ассоциируют с такими авторами, как Эзра Паунд, Джеймс Джойс, Хулио Кортасар, Хуан Рульфо и Жорж Батай. Элисондо получил много международных грантов, таких как Гуггенхейма и Рокфеллера, он — лауреат премии Хавьера Вильяуррутьи (1965), национальной литературной премии (1990).

## Публикации на русском языке
- История глазами Бао Чжэна (La historia segun Pau Cheng)// Антология фантастической литературы. СПб: Амфора, 1999, с.610-612 (Личная библиотека Борхеса)